# コフトラ＝ヤルヴェ
コフトラ＝ヤルヴェ（エストニア語: Kohtla-Järve、ロシア語: Кохтла-Ярве）は、エストニアの北東部にある同国第四の都市、自治体。コホトラ＝ヤルヴェなどとも表記される。
1924年に設立され、1946年に町となった。オイルシェールが産出されることから、大手石油製品メーカーが軒を連ねている。市民はエストニア民族であってもロシア語を母語としており、1990年代に公用語がエストニア語となったのちも日常生活ではロシア語が用いられている。

## 歴史
コフトラ＝ヤルヴェの歴史はエストニアの主要な鉱物であるオイルシェール（油頁岩）と密接に結びついている。
現在のコフトラ＝ヤルヴェには高中世（11世紀から13世紀）から村落がいくつかあった。デンマークの文献には1241年にヤルヴェ村とククルセ村がそれぞれ Jeruius 、Kukarus として、1420年にソンパ村が Soenpe としてそれぞれ初めて登場する。

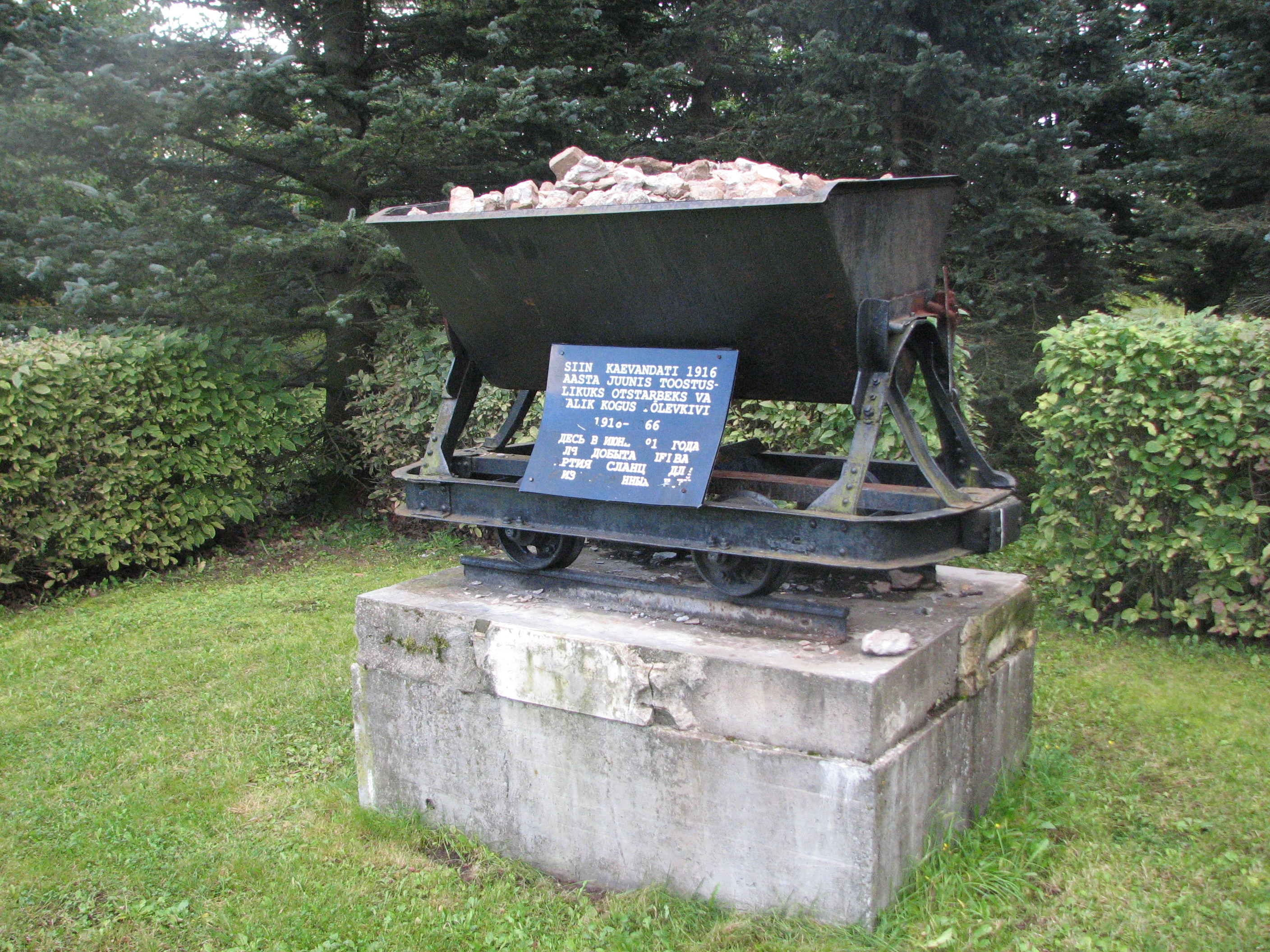
オイルシェール採掘業の始まりを記念するモニュメント

古来より住民たちはオイルシェールの可燃性を認識していたが、その産業化は20世紀に入って始められた。1916年にオイルシェールが燃料のみならず化学工業の原料としても使えることが研究によって判明すると、ヤルヴェ村近郊で採掘が始まった。1919年に国営オイルシェール産業株式会社が設立されると立て坑や露天掘りなども導入され、事業は拡大していった。1924年にオイルシェールの抽出工場がコフトラ駅近くに建設された際、近くの村落はコフトラ＝ヤルヴェと名付けられ、発展していった。
第二次世界大戦中、エストニアのオイルシェール産業は特需で成長した。エストニアを占領したドイツ軍はこの燃料に着目したが、本格的な採掘はできなかった。

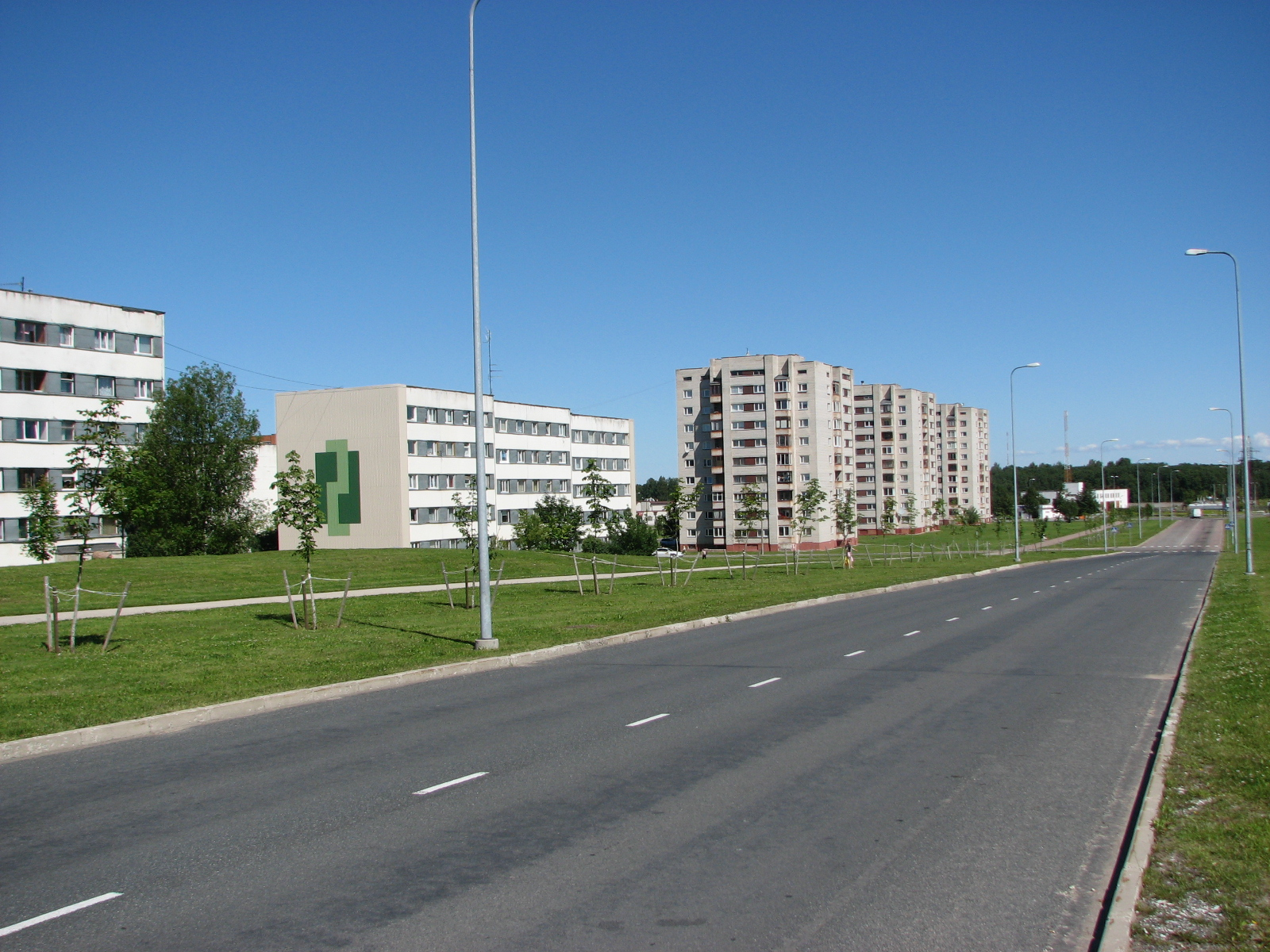
アフトメ地区の住宅地

戦後、新たにエストニアを支配したソビエト連邦はオイルシェール産業を急成長させるため、絶えずその規模を拡大するよう命じた。採掘地帯で最大の村落であったコフトラ＝ヤルヴェは1946年6月15日に市制施行された。それから20年間、コフトラ＝ヤルヴェは近隣の村落との合併を繰り返し、現在の奇妙な境界線ができあがった。人口は労働者を主として増加し、1980年に9万人を突破した。
ソ連が崩壊し、エストニアが独立を取り戻した1991年にユフヴィ、キヴィウリ、プッシの各地区がそれぞれ別の町として分立したため、コフトラ＝ヤルヴェの面積は縮小した。オイルシェールの採掘・抽出量も1990年代を境に急激に減少し、県内の高い失業率も相俟って多くの市民が首都タリンやロシアに移住した。

## 地理
コフトラ＝ヤルヴェの各地区は県北部のあちこちに散在しており、そのなかでもヤルヴェとシルガラは30kmも距離がある。
街は以下の6つの行政区（linnaosad）に分かれている。各地区の番号は右の位置図に記された番号と対応している。
1. アフトメ（16140人）
2. ヤルヴェ（15952人）
3. クックルセ（529人）
4. オル（1117人）
5. ソンパ（870人）

## ギャラリー

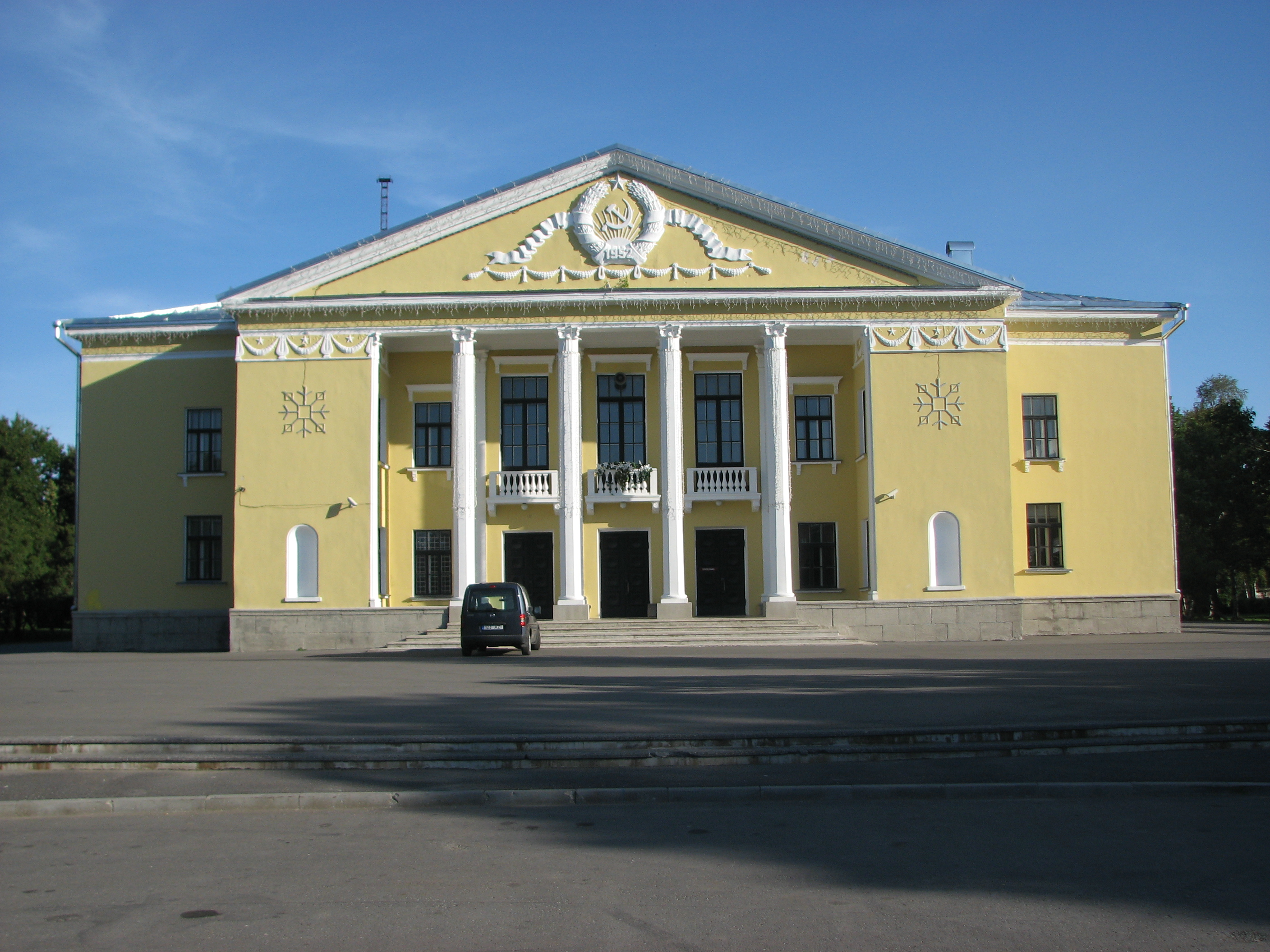
コフトラ＝ヤルヴェの文化施設
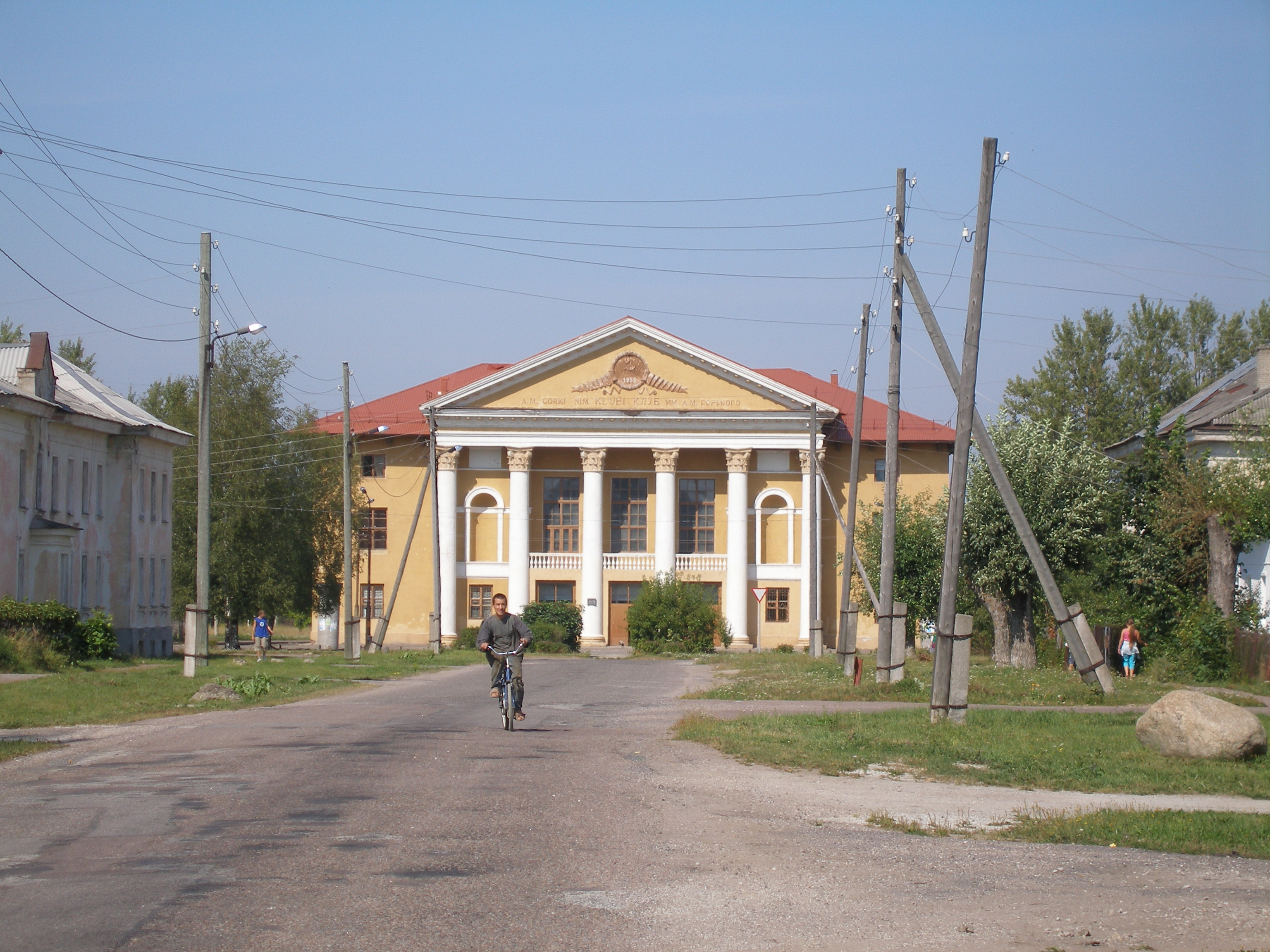
ソンパ地区の文化施設
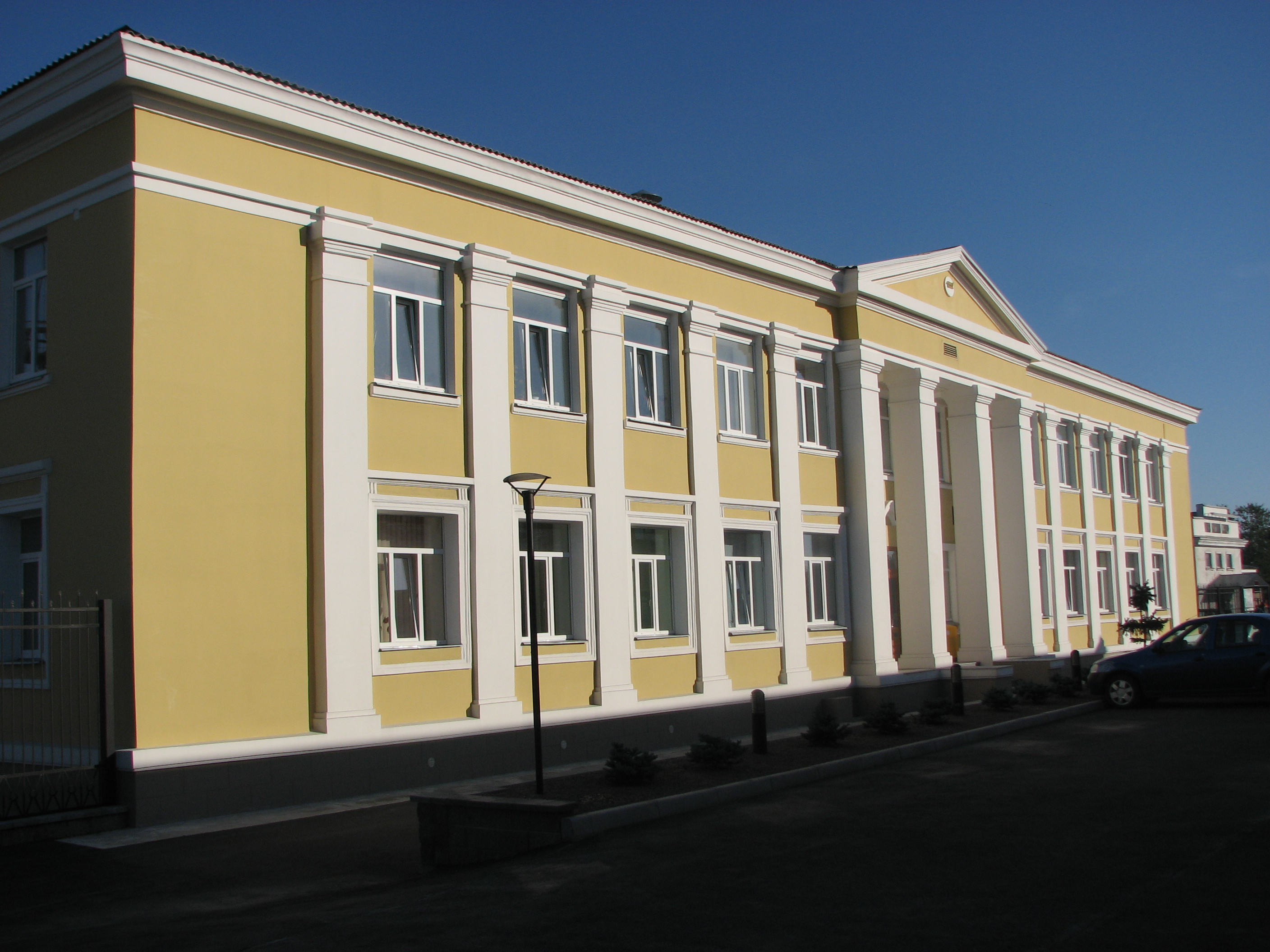
ヴィル・ケーミアグループ管理棟